# Аквануова (Палермо)
Аквануова (итал. Acquanuova) је насеље у Италији у округу Палермо, региону Сицилија.
Према процени из 2011. у насељу је живело 17 становника. Насеље се налази на надморској висини од 827 м.